# NGC 1395
NGC 1395 je galaksija u zviježđu Eridan.

## Vanjske poveznice
- SEDS: NGC 1395